# Њивичино
Њивичино (мкд. Нивичино) је насеље у Северној Македонији, у југоисточном делу државе. Њивичино је у саставу општине Васиљево.

## Географија
Њивичино је смештено у југоисточном делу Северне Македоније. Од најближег града, Струмице, насеље је удаљено 25 km северно.
Насеље Њивичино се налази у историјској области Струмица. Насеље је положено на јужним падинама Малешевских планина, северно од Струмичког поља. Надморска висина насеља је приближно 650 метара. 
Месна клима је планинска због знатне надморске висине.

## Становништво
Њивичино је према последњем попису из 2002. године било без становника.
Већинско становништво у насељу били су етнички Македонци, који су се спонтано иселили у већа насеља услед забачености села. 
Претежна вероисповест месног становништва била је православље.